# Hôtel de Chenizot
L'hôtel de Chenizot est un hôtel particulier situé sur l'île Saint-Louis à Paris, en France.

## Localisation
L'hôtel est situé dans le 4e arrondissement de Paris, sur l'île Saint-Louis, aux 51 et 53 rue Saint-Louis-en-l'Île.

## Historique

### Premiers temps
L'hôtel est acquis en 1719 par Jean-François Guyot de Chenizot qui fait appel à l'architecte Pierre Vigné de Vigny pour le transformer en installant un balcon et en décorant les façades.
Madame Tallien y résida également avec son premier mari M. de Fontenay, de son mariage en 1788 à son exil à Bordeaux en 1793 .

### Siège de l'archevêché de Paris
En février 1831, des émeutiers saccagèrent l’archevêché de Paris situé près de Notre-Dame.
En conséquence du saccage de 1831, le 11 septembre 1840 le préfet de la Seine (agissant pour le compte de l’État) loue l’hôtel Chenizot pour neuf ans (pour 12 000 francs par an) à sa propriétaire Émilie Lafond (épouse de Pierre Paillot), pour héberger l’archevêque de Paris Denys Affre.
Affre ayant été mortellement blessé près d’une barricade lors des journées de Juin (juin 1848), les Parisiens défilèrent à l’hôtel Chenizot devenu palais épiscopal pour rendre hommage à la dépouille du prélat avant ses funérailles qui eurent lieu à Notre-Dame. 
En 1849, l’archevêque Marie Dominique Auguste Sibour (successeur d'Affre) quitta les lieux pour s’installer en l’hôtel du Châtelet sis 127, rue de Grenelle où ses successeurs resteront jusqu’en 1906 (loi de séparation des Églises et de l’État).

### Siège d'un état-major de gendarmerie
Le 19 février 1850, l’État loue à nouveau l’hôtel Chenizot (pour 12 850 francs par an cette fois) qui fut aménagé pour recevoir l’état-major de la 1re Légion de la Gendarmerie (Seine, Seine-et-Marne, Seine-et-Oise) qui reste là jusqu’en 1862.

### À nouveau, un hôtel particulier
Le jardin est vendu en 1863.

Quelques vues historiques
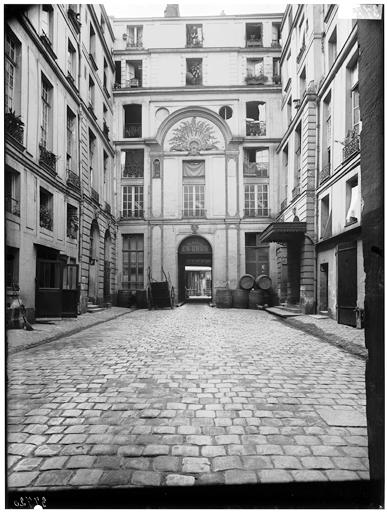
En 1892.
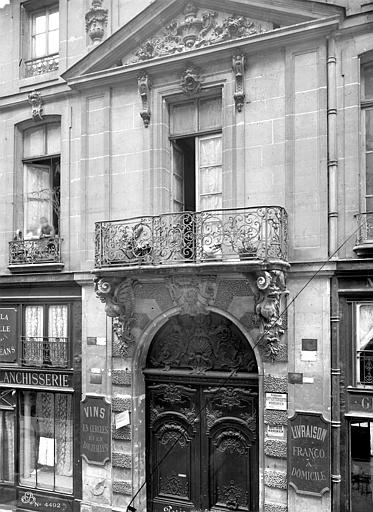
En 1892.

De 1904 à 1930, le métaphysicien René Guénon a habité dans un appartement de l'hôtel.
L'édifice est classé au titre des monuments historiques en 2002.
La première phase de rénovation de cet hôtel s'est terminée en août 2013.

## Description

### Extérieur

Extérieur
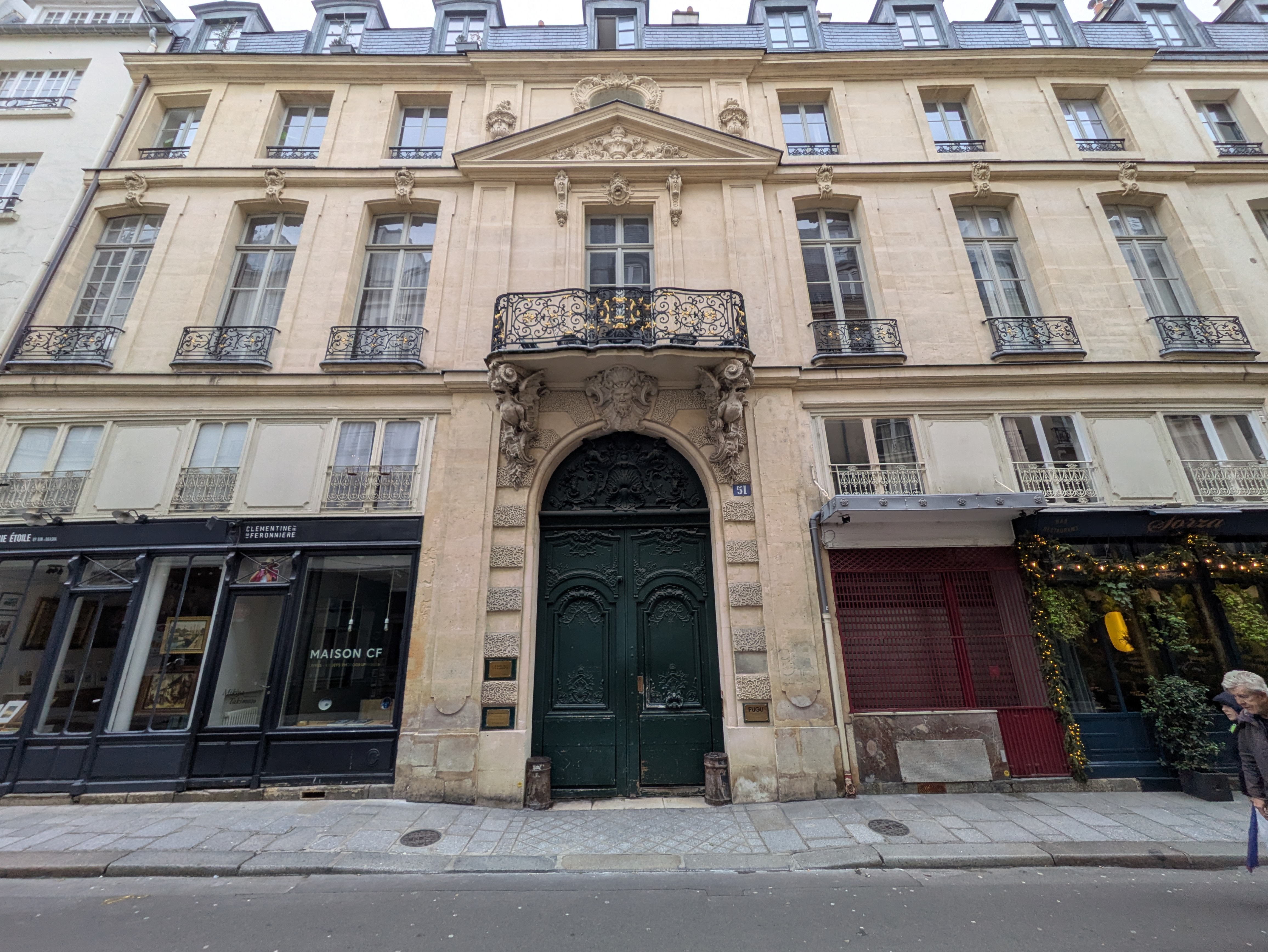
Façade du rue.
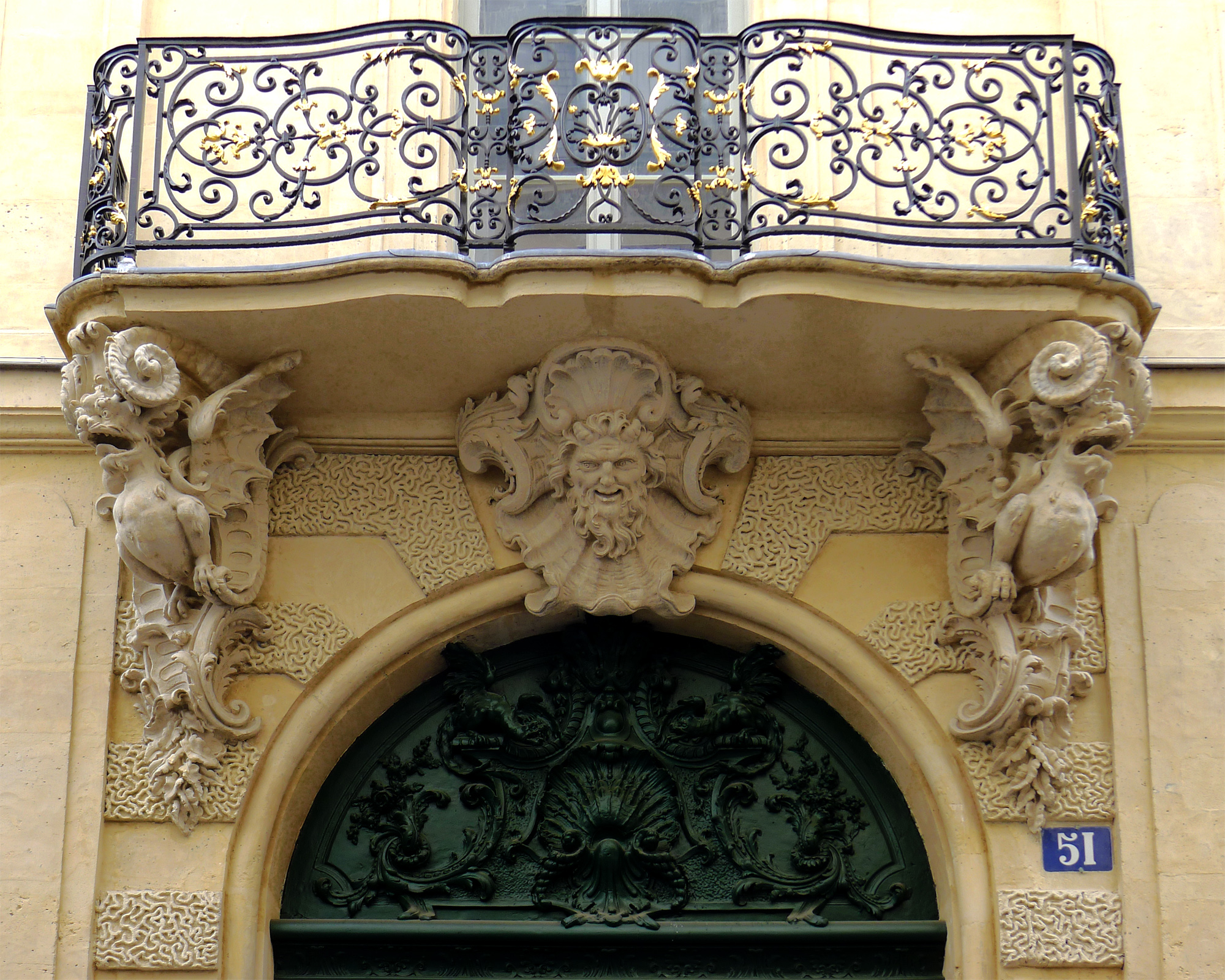
La porte avec son balcon.
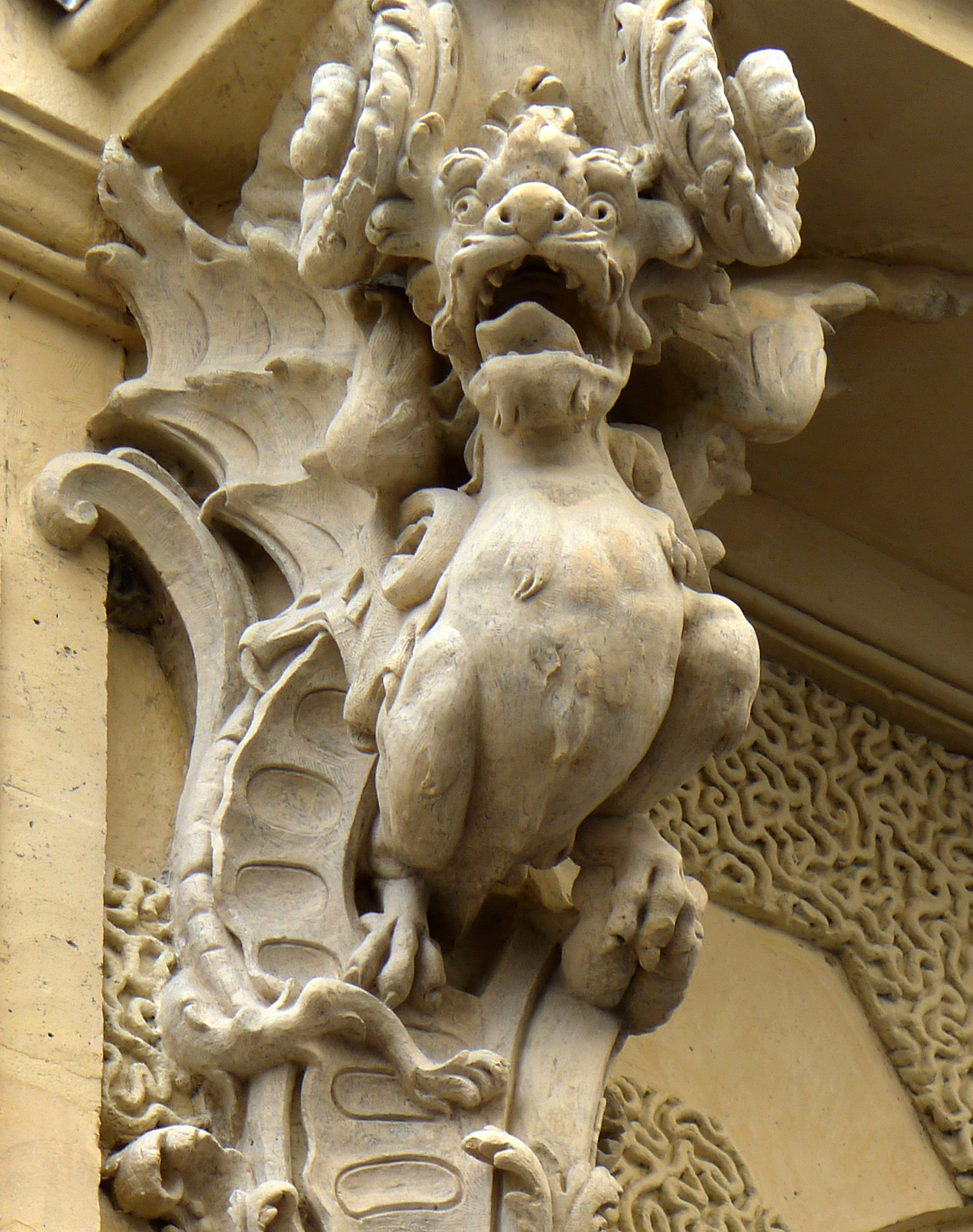
Chimère gauche de la porte d'entrée.
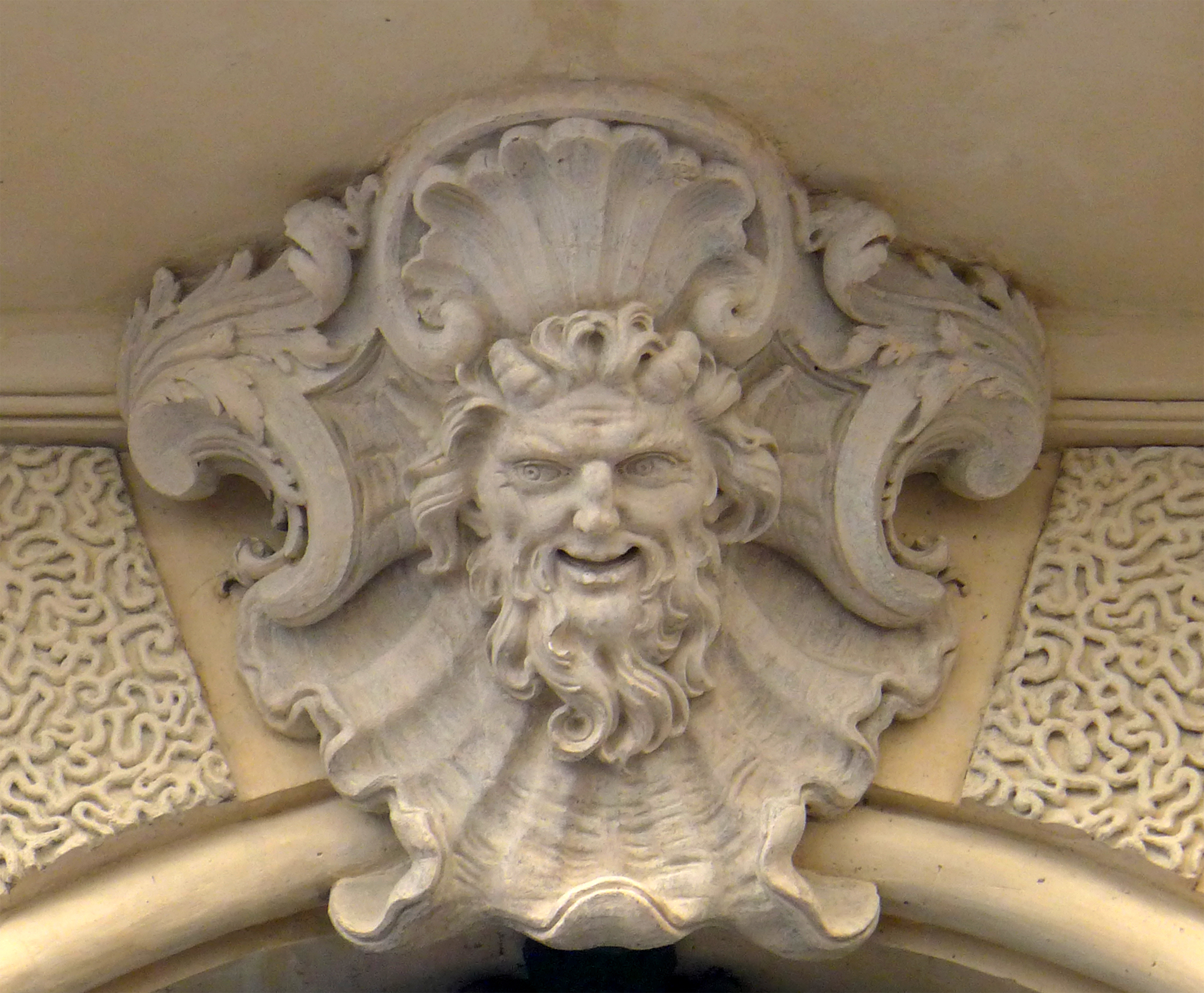
Mascaron.
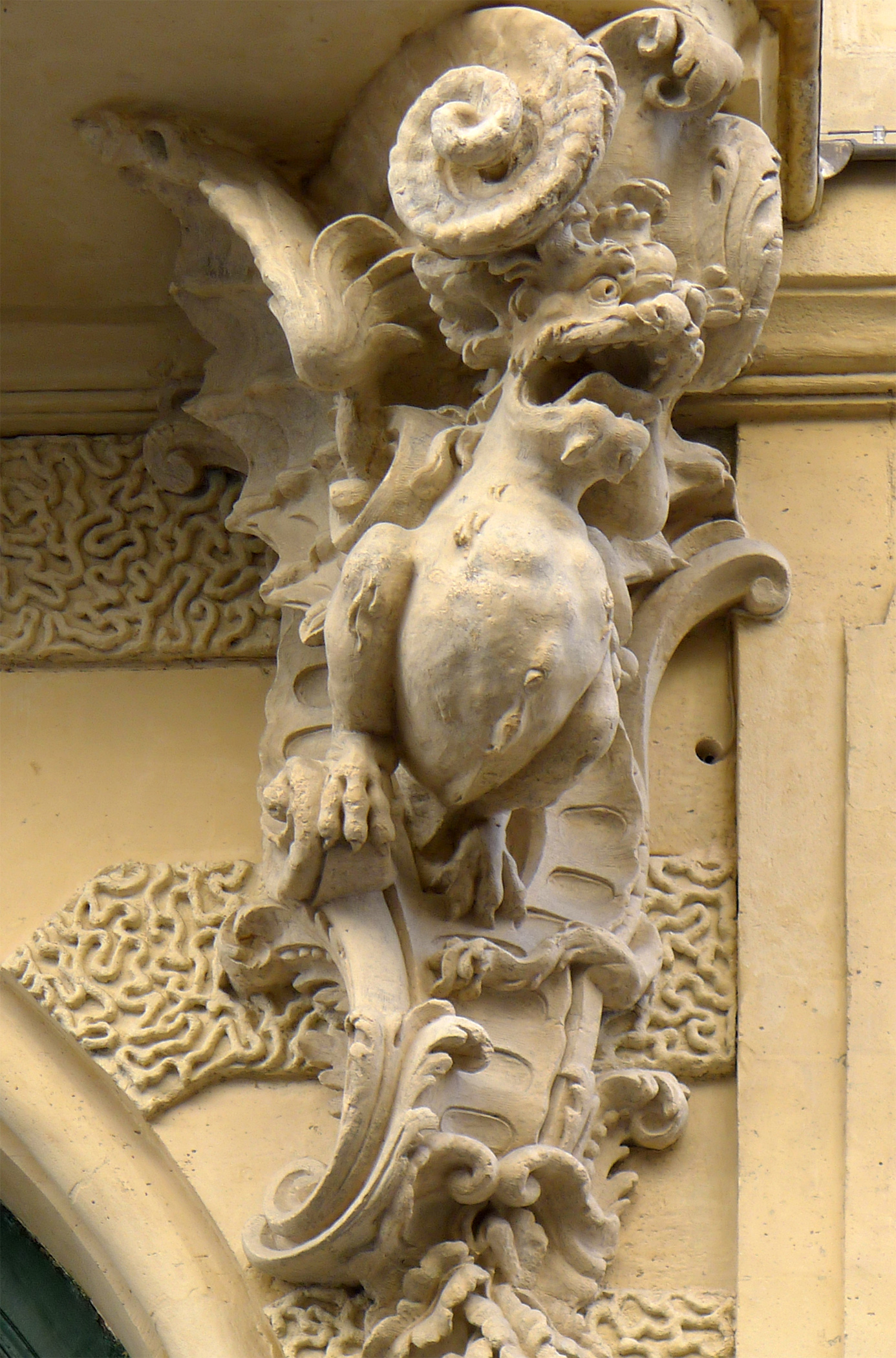
Chimère droite de la porte d'entrée.
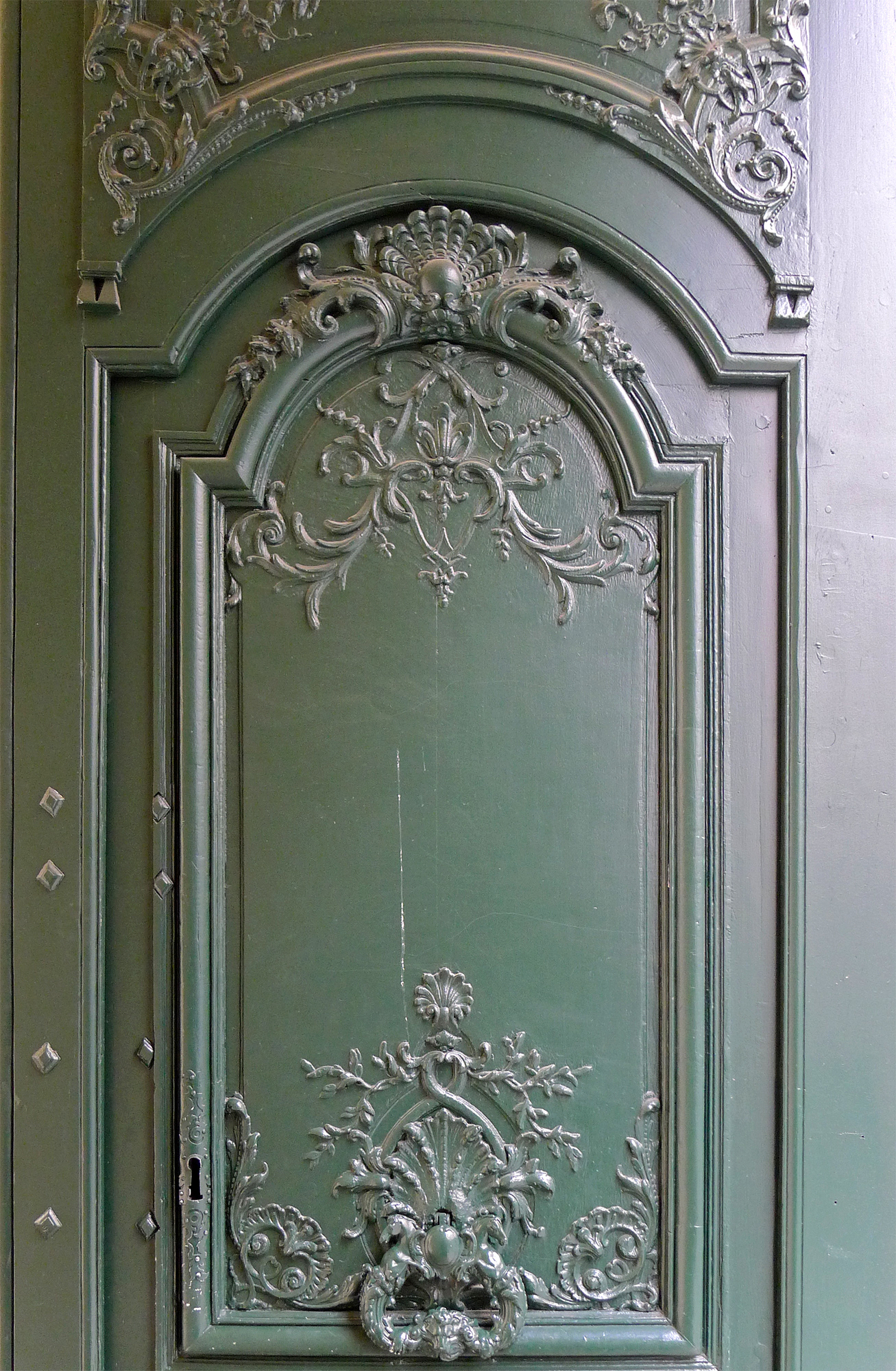
Moulures de la porte d'entrée.

L'hôtel comprend deux cours alignées et reliées par des porches.

Première cour
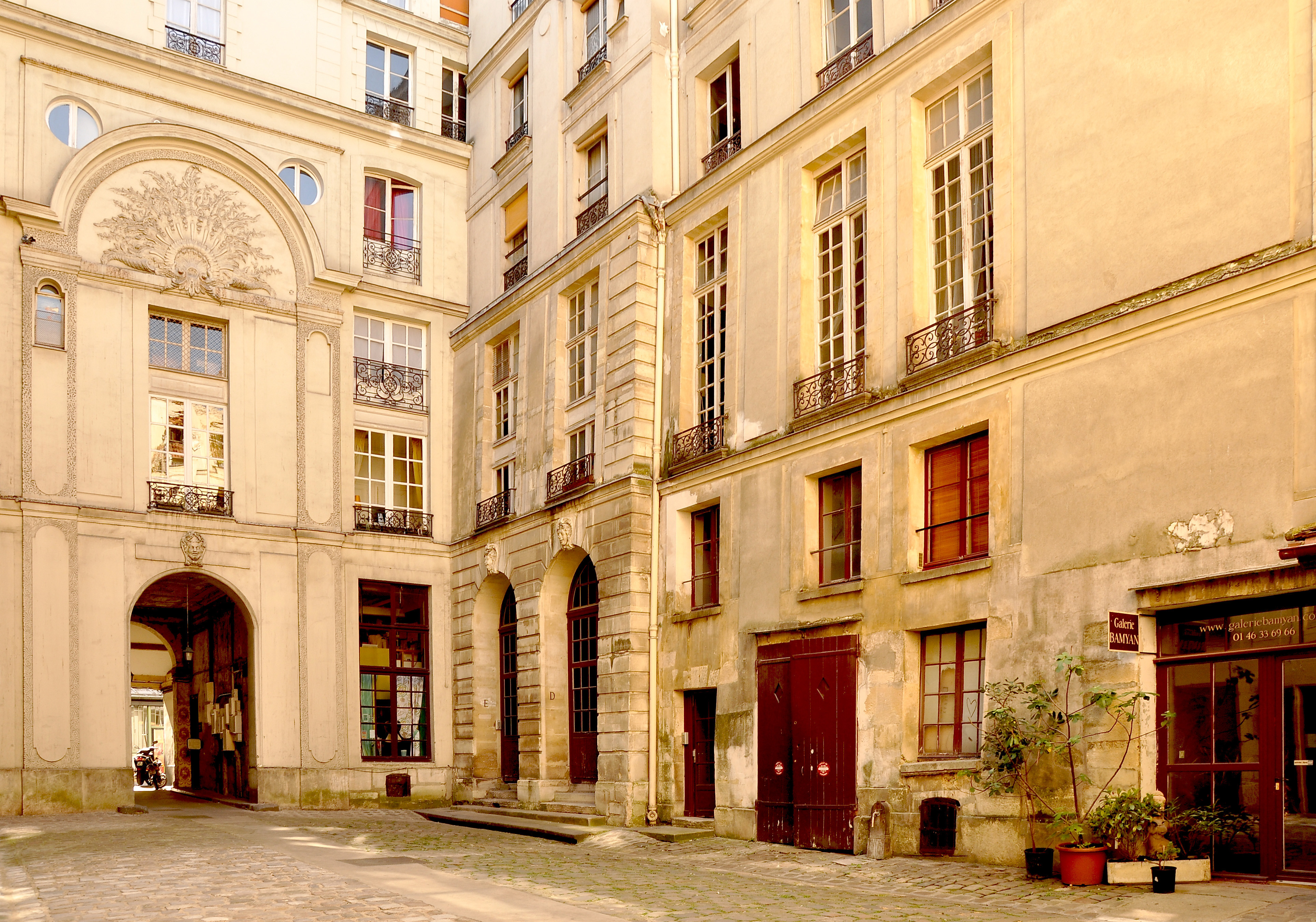
Première cour de l’hôtel.
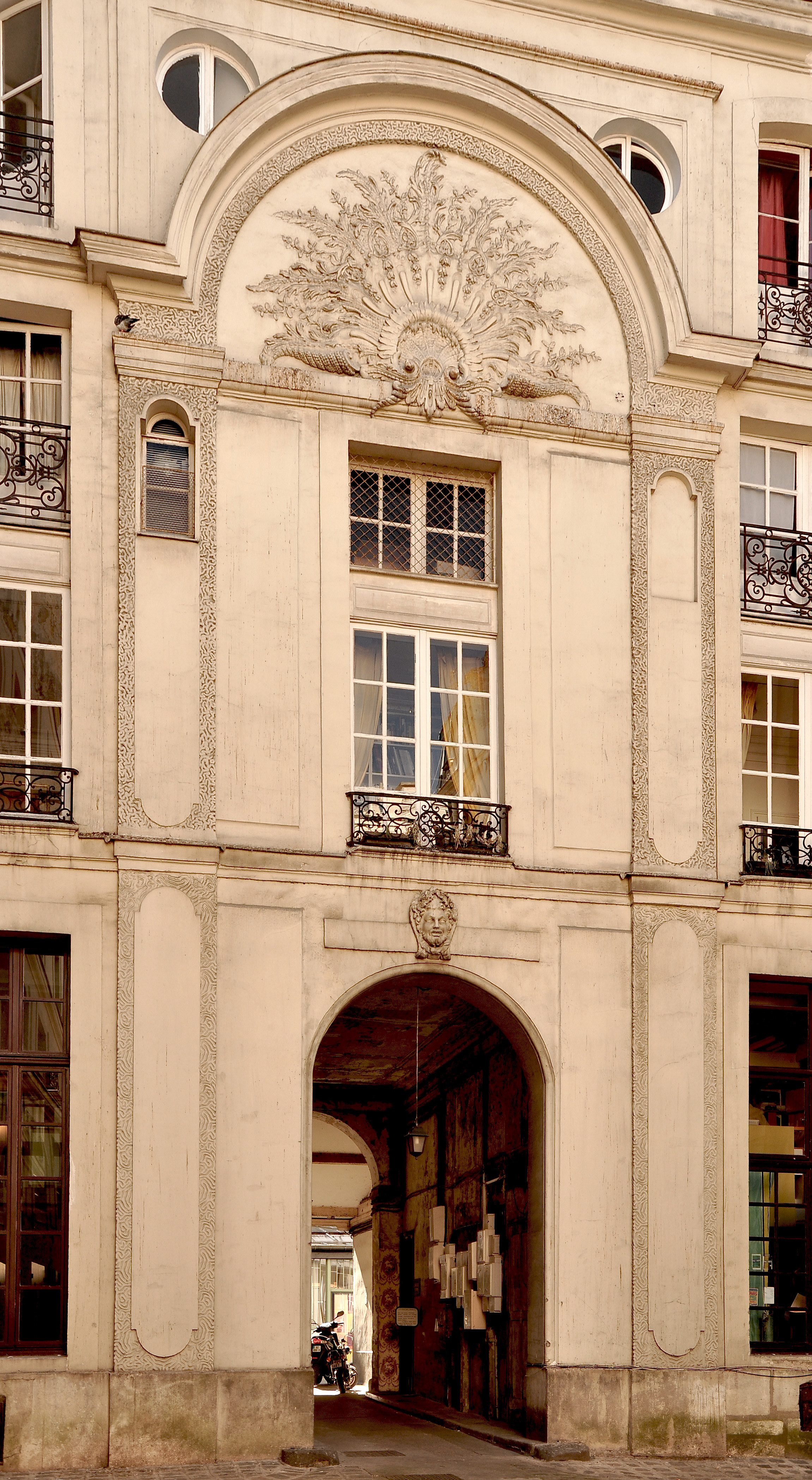
Cour intérieure.
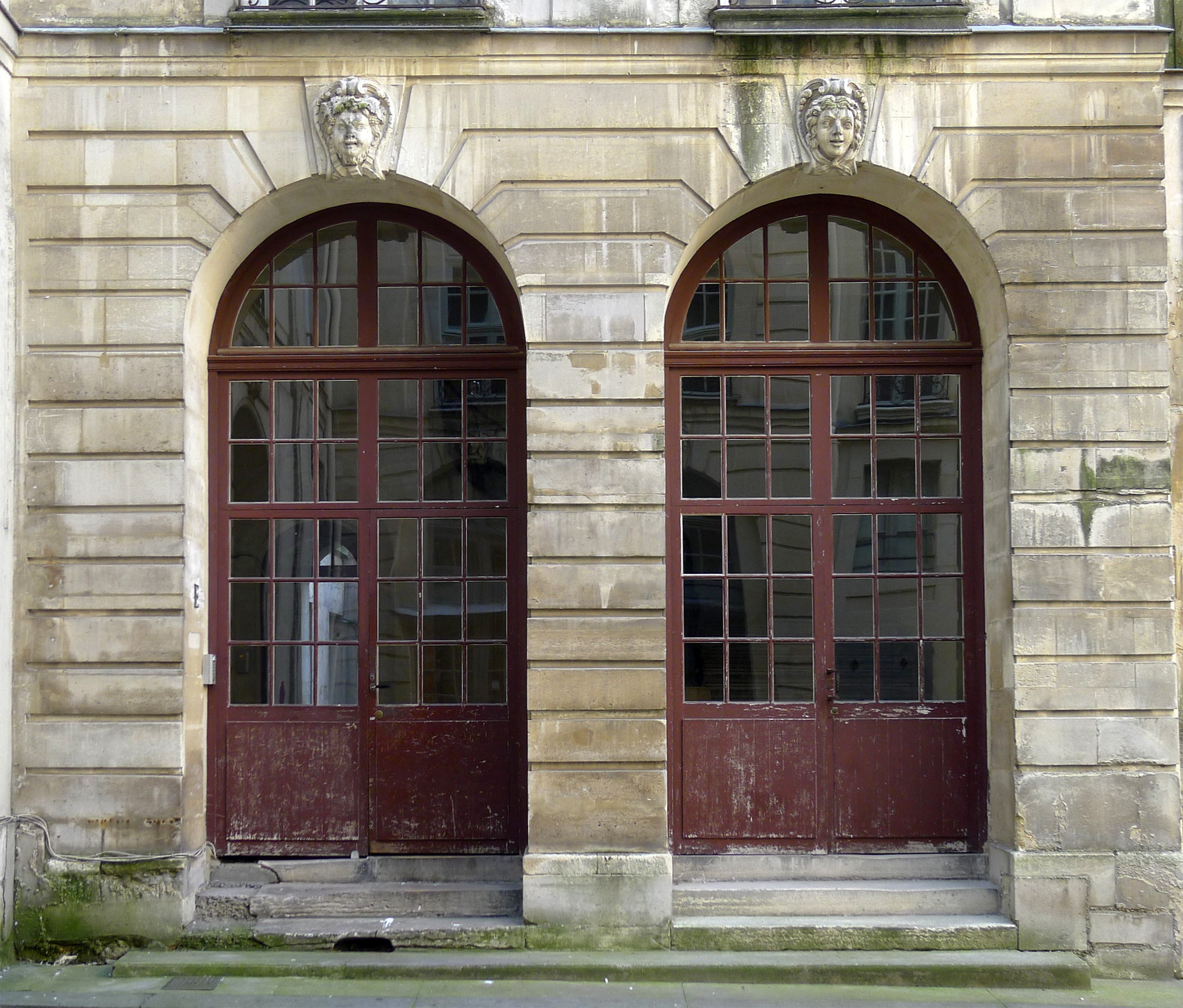
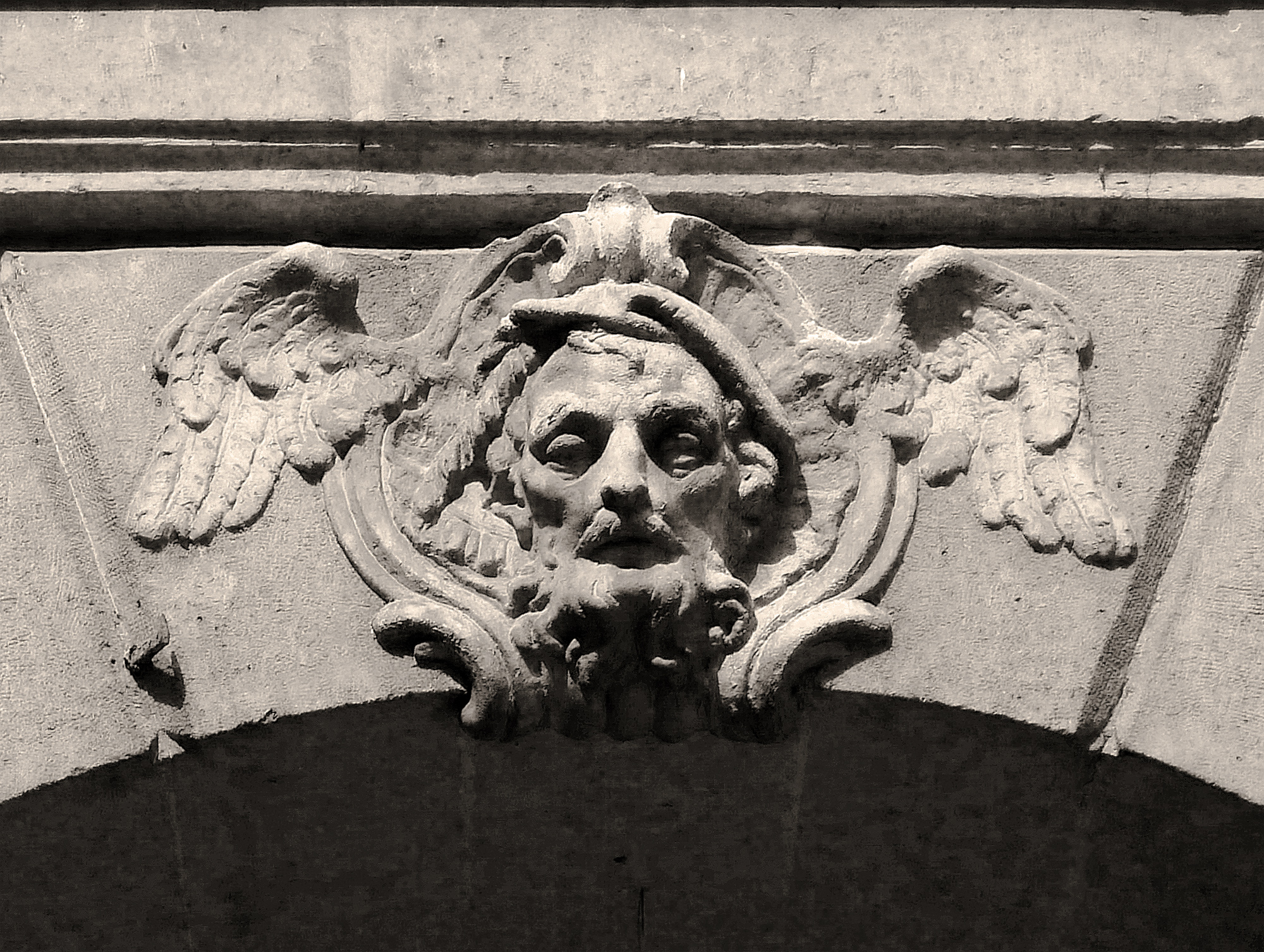
Mascaron.

Seconde cour
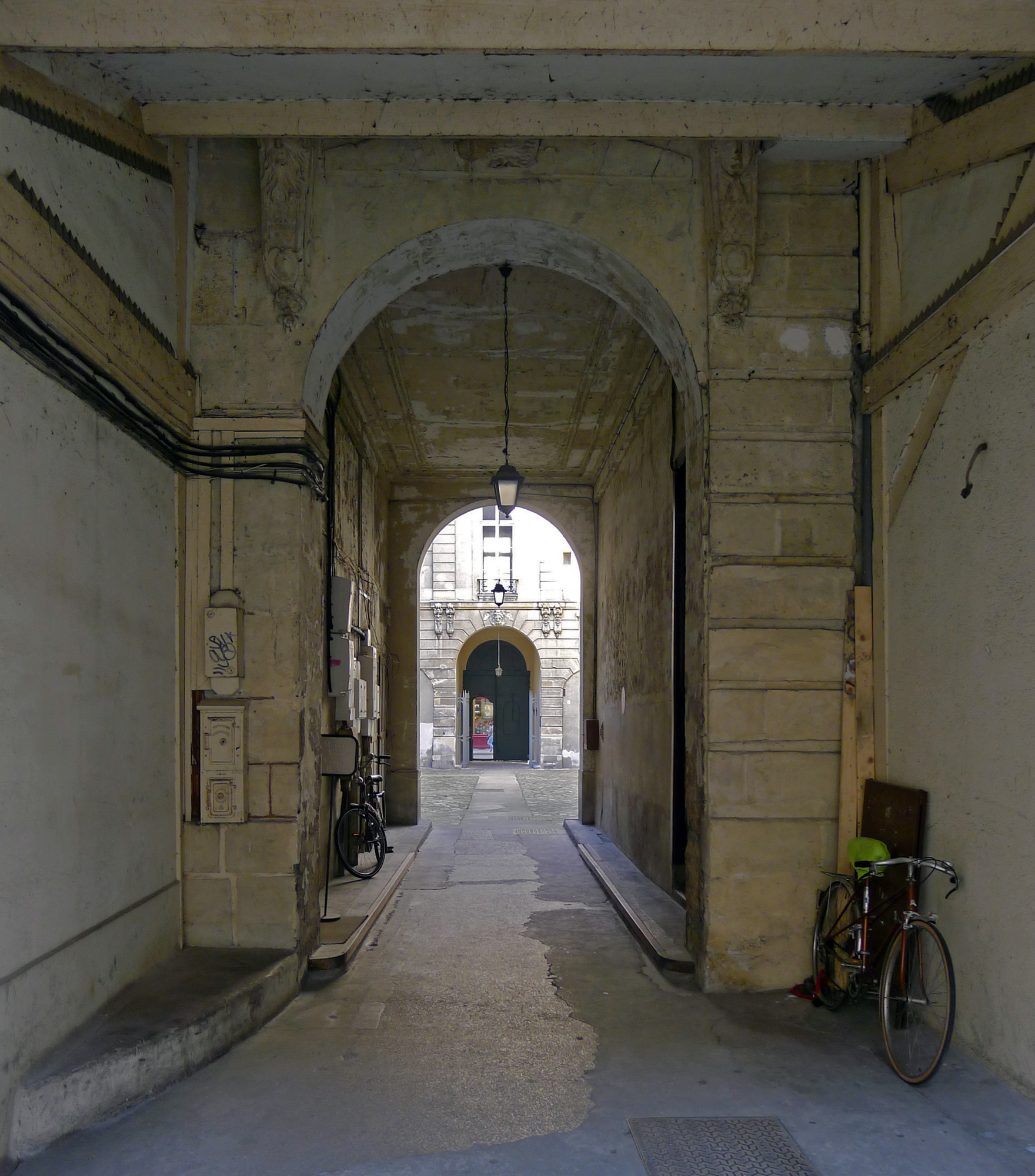
Enfilade des cours.
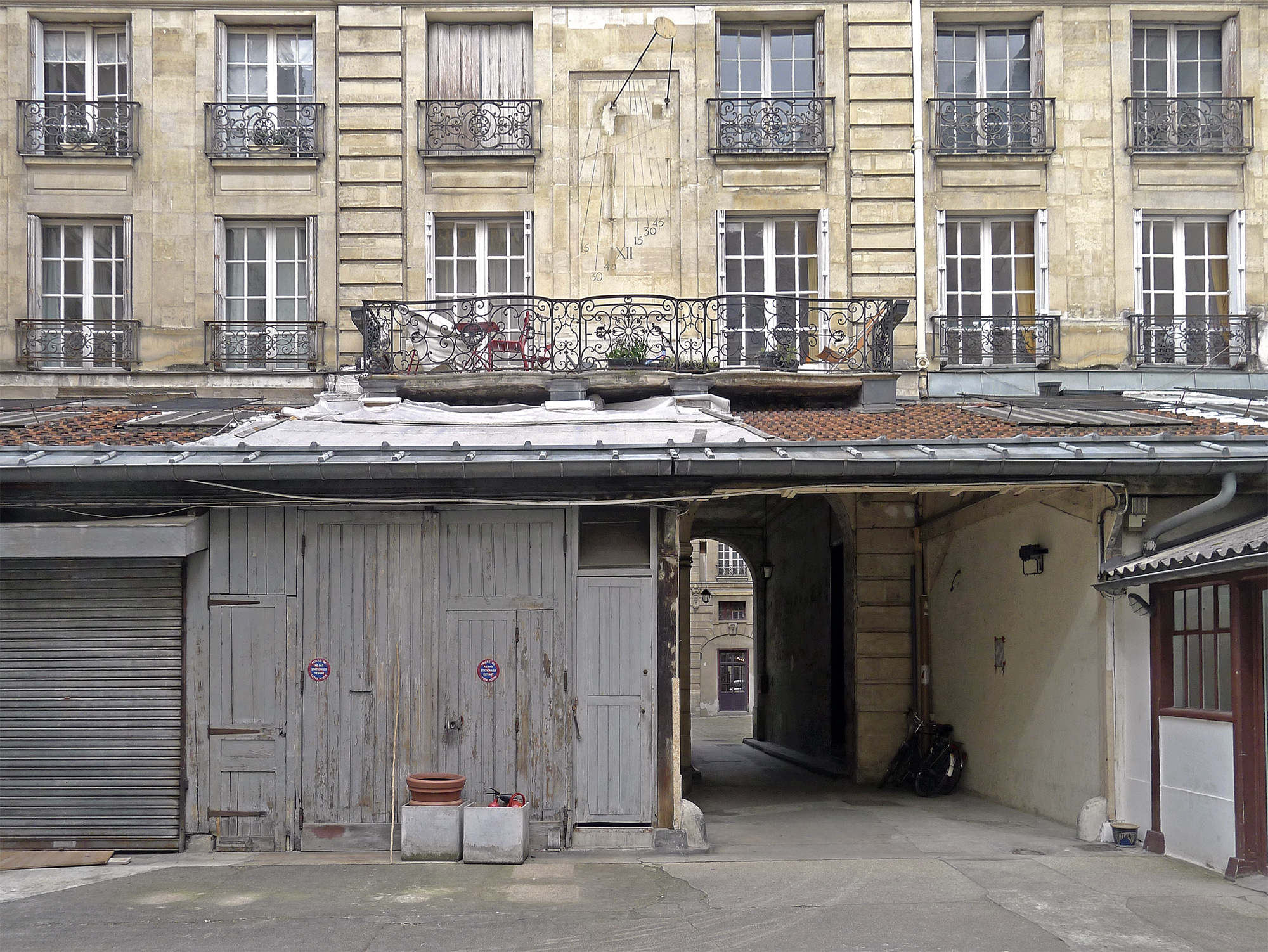
Façade avec le cadran solaire.
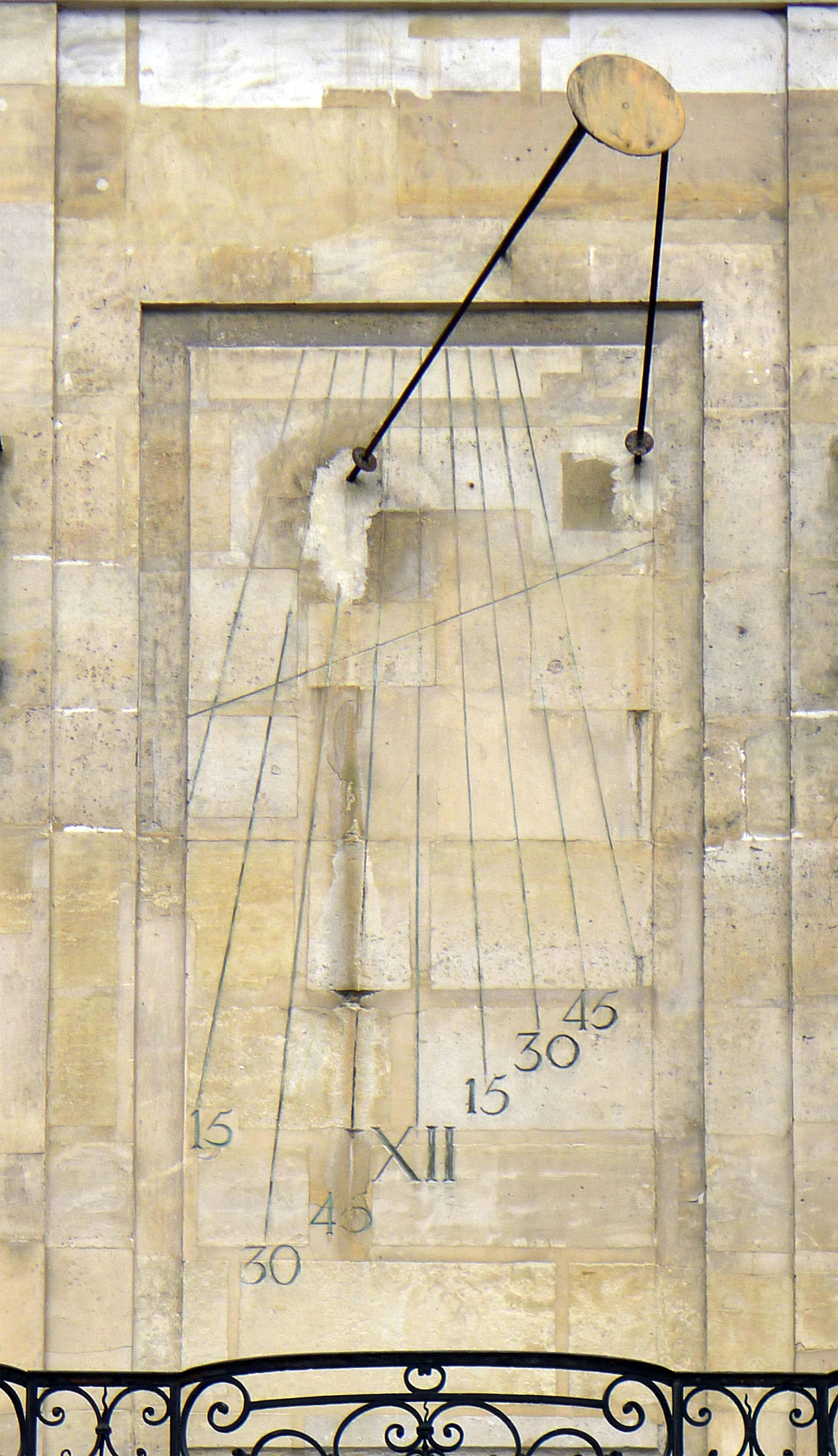
Cadran solaire.

La seconde cour, la plus éloignée de la rue Saint-Louis-en-l'Île, qui comprend toujours (en 2016) divers bâtiments liés à d'anciennes activités industrielles légères (cadres d'abat-jour notamment) de la fin du XIXe siècle ou du début du suivant, fait l'objet d'une étude en vue de la conservation ou non de certains éléments. Cette cour possède sur une de ses façades un cadran solaire semblable à celui de l'hôtel de Lauzun, hôtel également situé à l'Île Saint-Louis.

### Intérieur

Intérieur
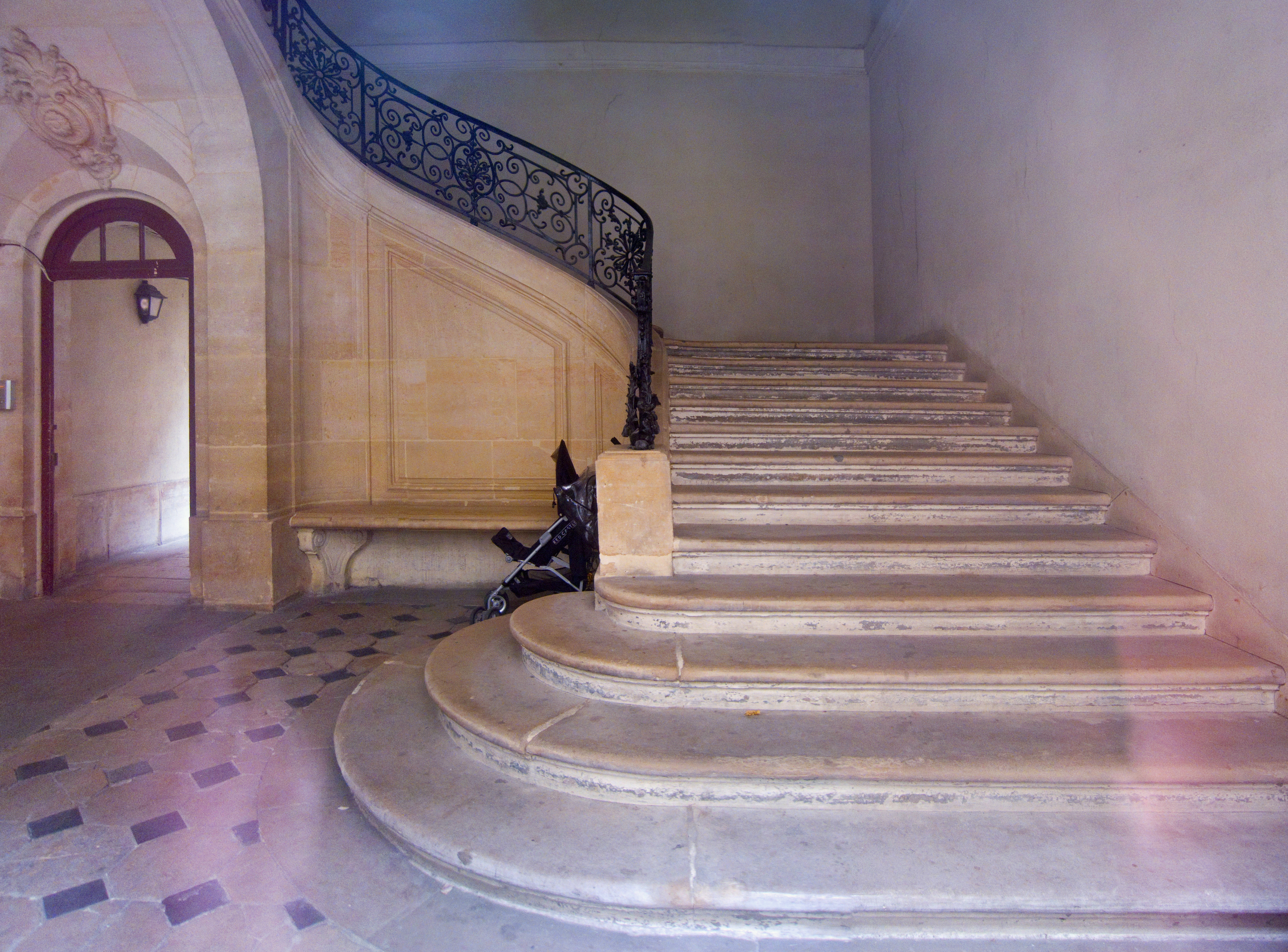
L’escalier.
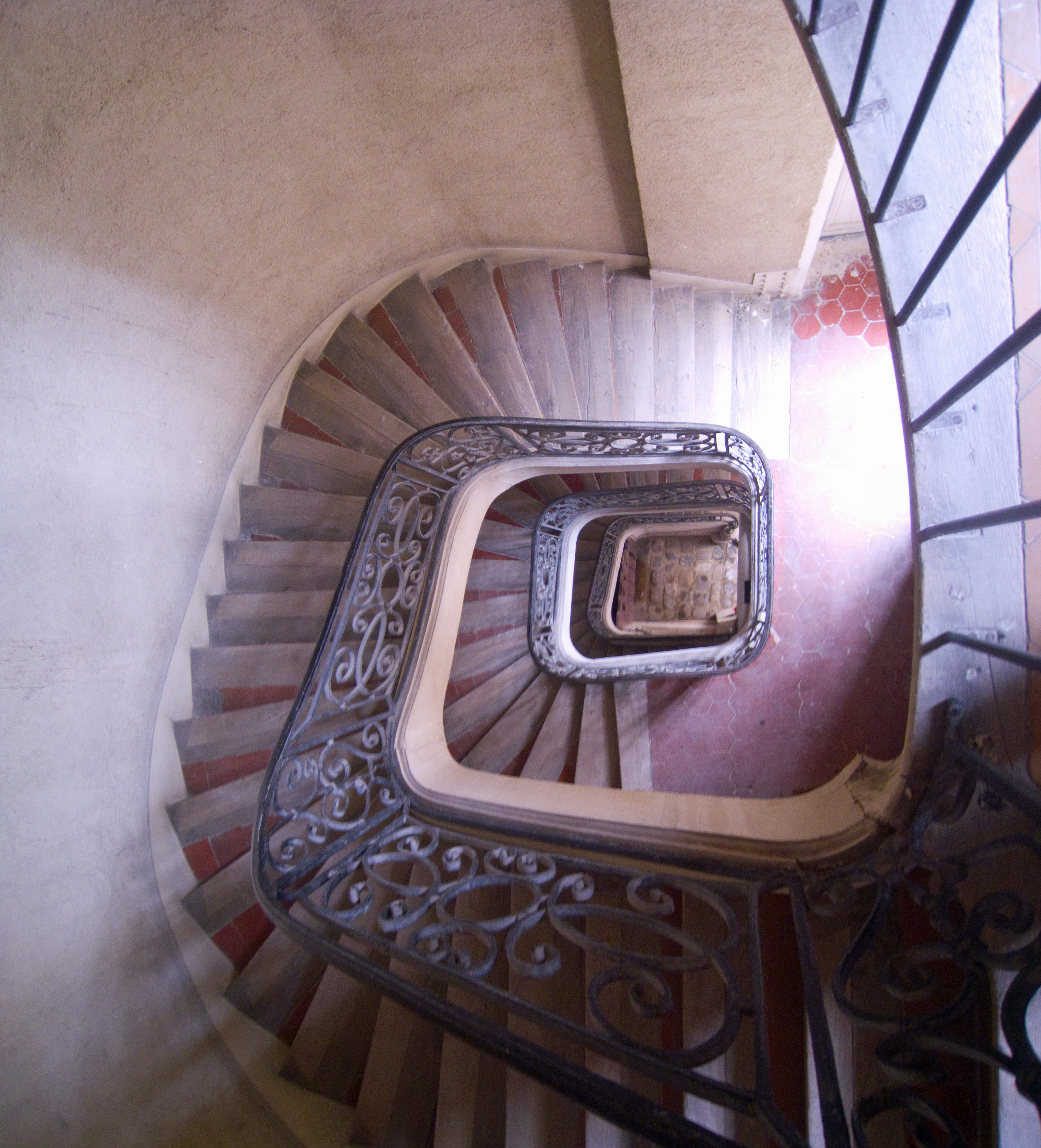

## Personnalités liées au bâtiment
- Félix de Pachtère (1881-1916), archéologue et professeur d'histoire né dans l'immeuble le 24 septembre 1916. Son nom est inscrit au Panthéon parmi les 560 écrivains morts au combat pendant la Première Guerre mondiale.